# Hartkirchen (Eichendorf)
Hartkirchen ist ein Pfarrdorf und Gemeindeteil des Marktes Eichendorf im niederbayerischen Landkreis Dingolfing-Landau.

## Geschichte
Die katholische Pfarrkirche stammt in ihren ältesten Teilen aus der zweiten Hälfte des 15. Jahrhunderts.
Die 1818 durch das bayerische Gemeindeedikt begründete Gemeinde Hartkirchen wurde im Zuge der Gebietsreform in Bayern am 1. Januar 1972 in den Markt Eichendorf eingegliedert.

## Sehenswürdigkeiten
- Katholische Pfarrkirche Mariä Himmelfahrt: Saalkirche mit halbrundem Chorschluss, Südturm mit Treppengiebel, 1769/75, Turm zweite Hälfte 15. Jahrhundert, mit Ausstattung